# Suvodanje
Suvodanje (Servisch cyrillisch Суводање) is een plaats in de Servische gemeente Valjevo. De plaats telt 578 inwoners (2002).

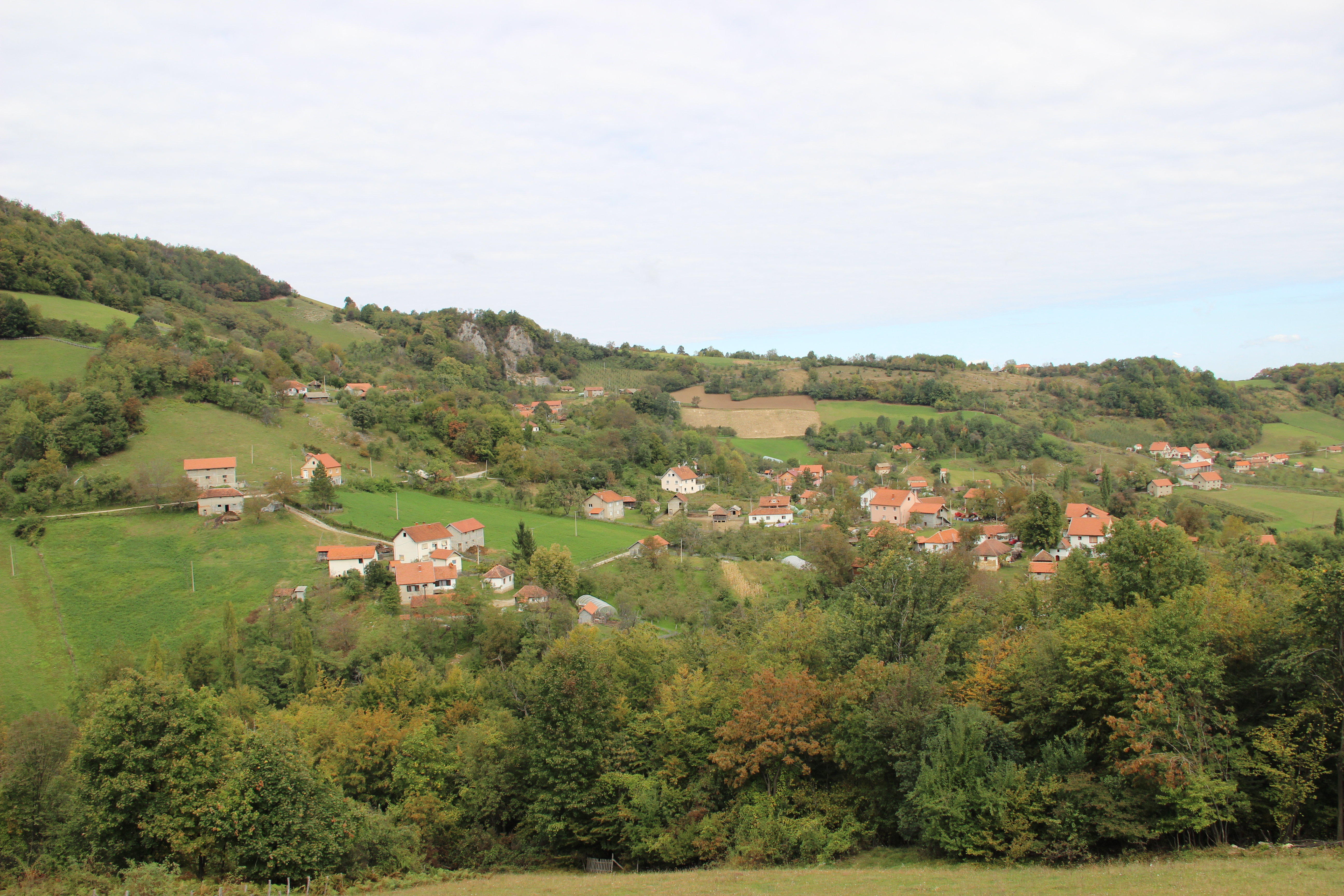
Suvodanje - panorama
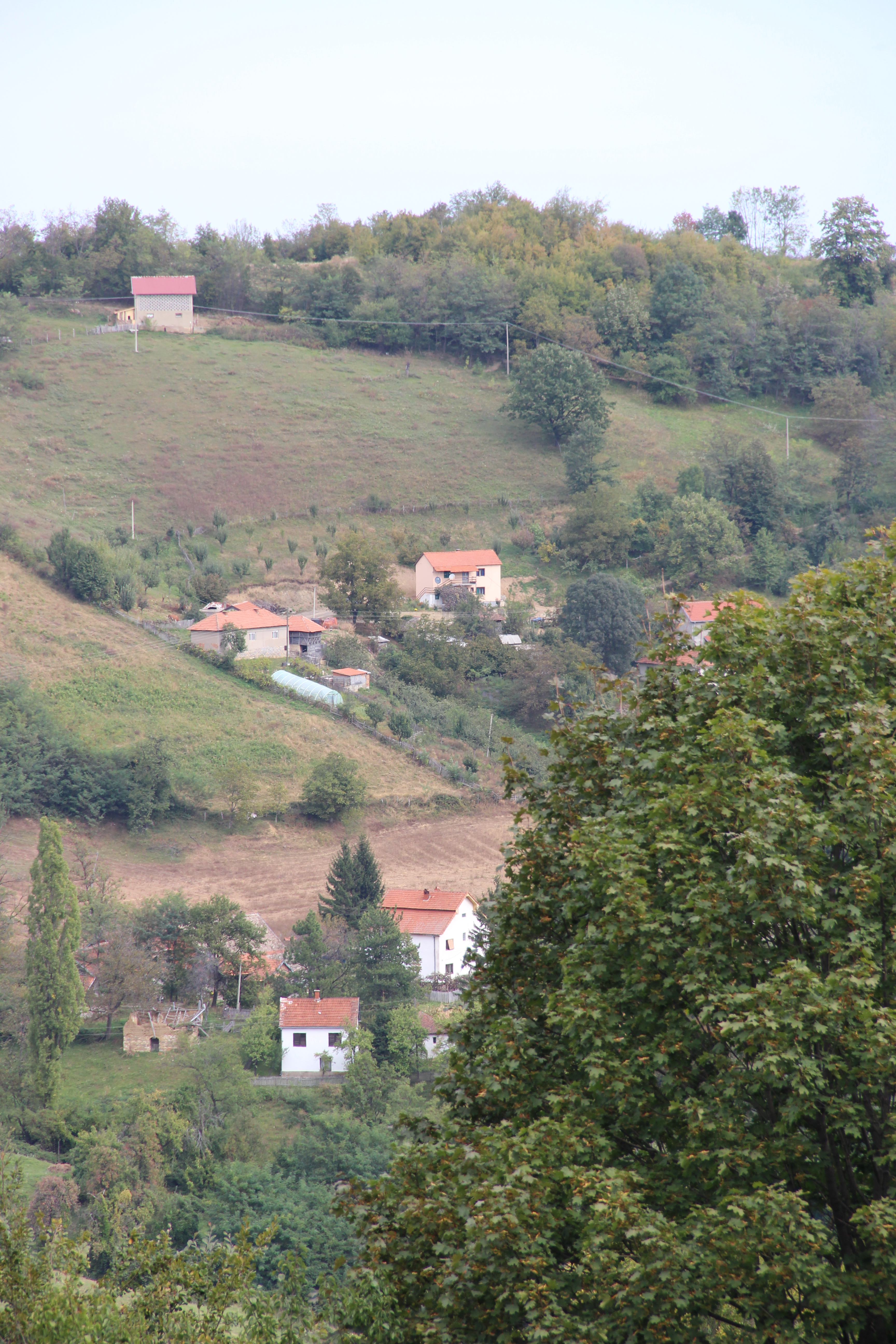
Suvodanje - panorama
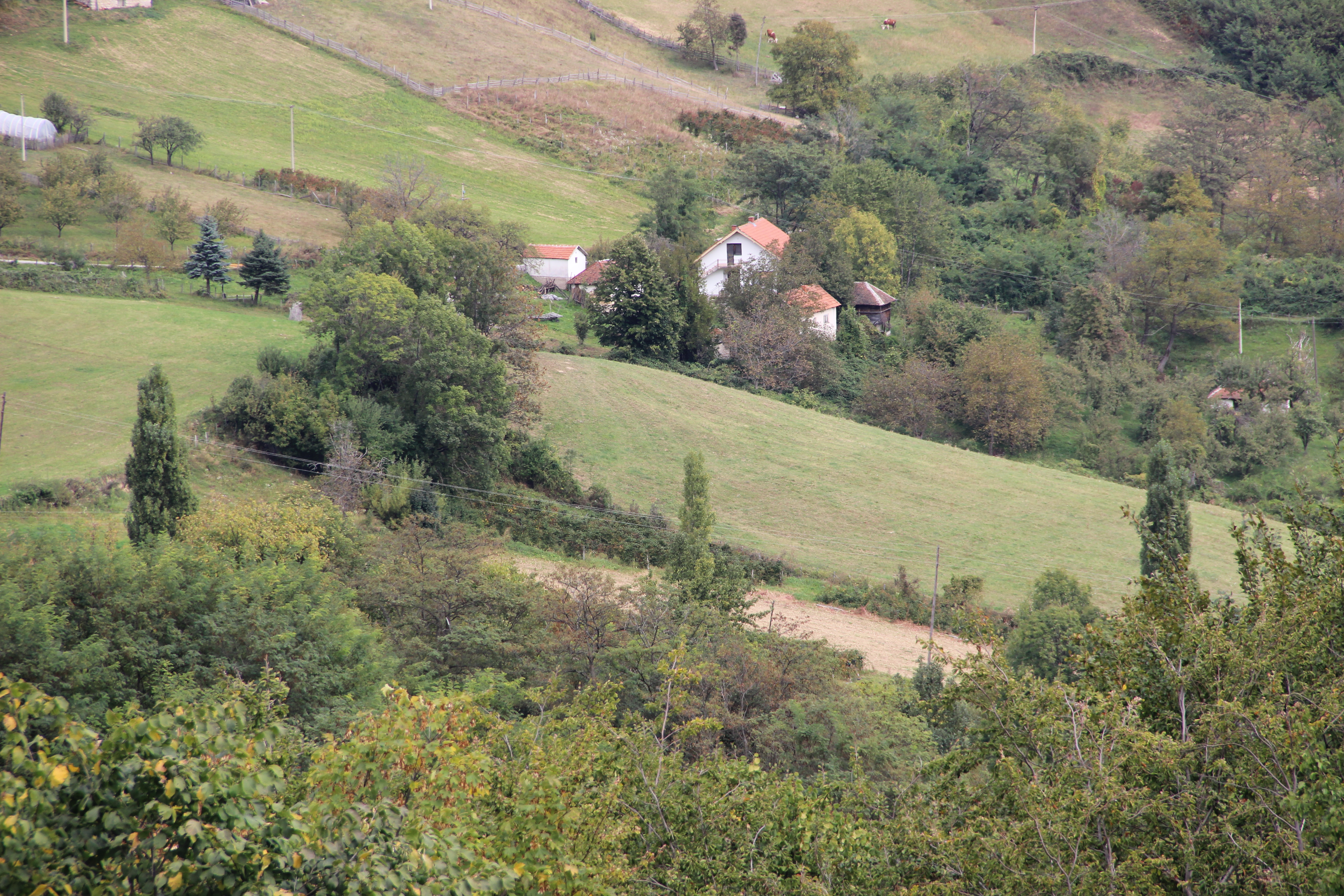
Suvodanje - panorama
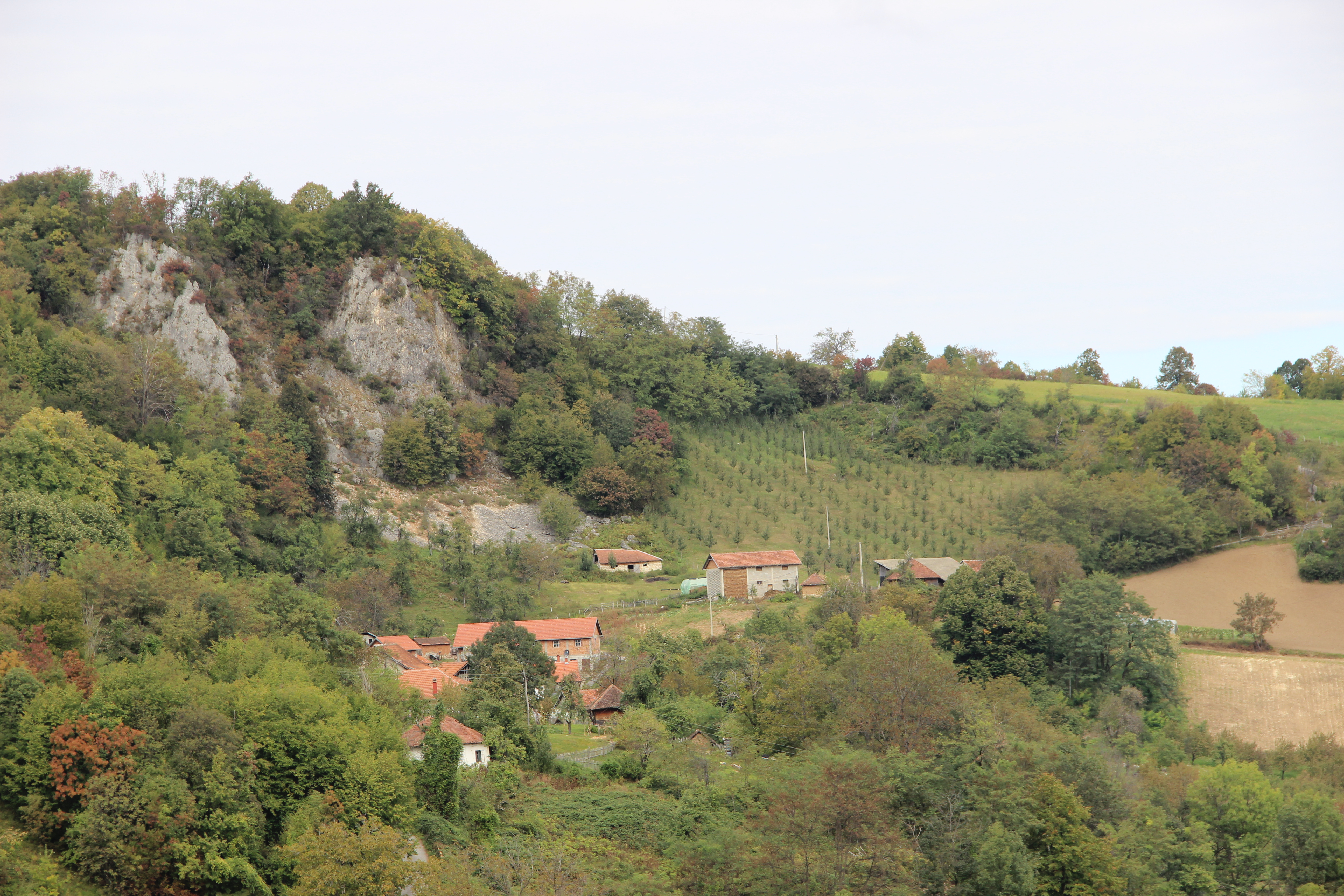
Suvodanje - panorama
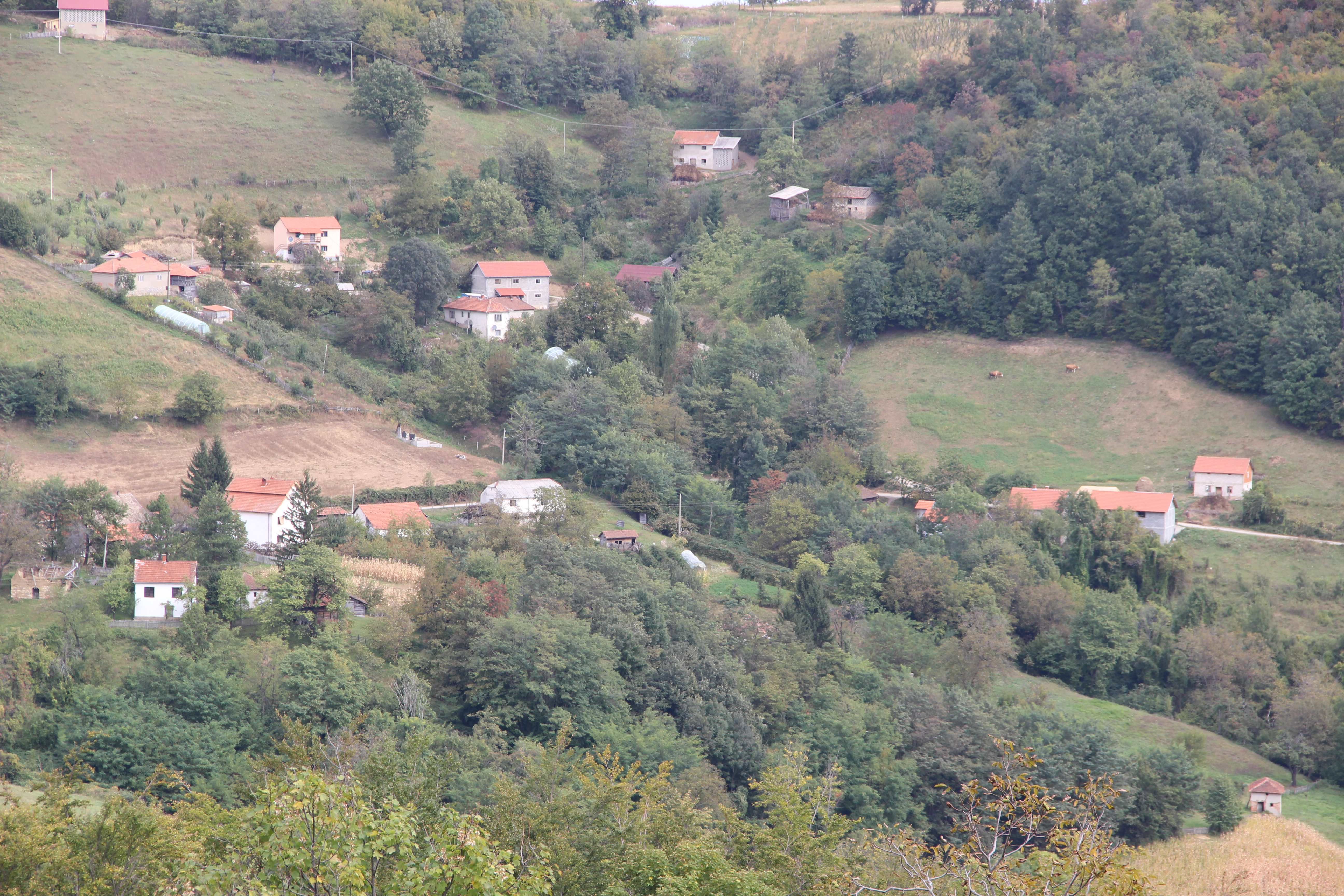
Suvodanje - panorama
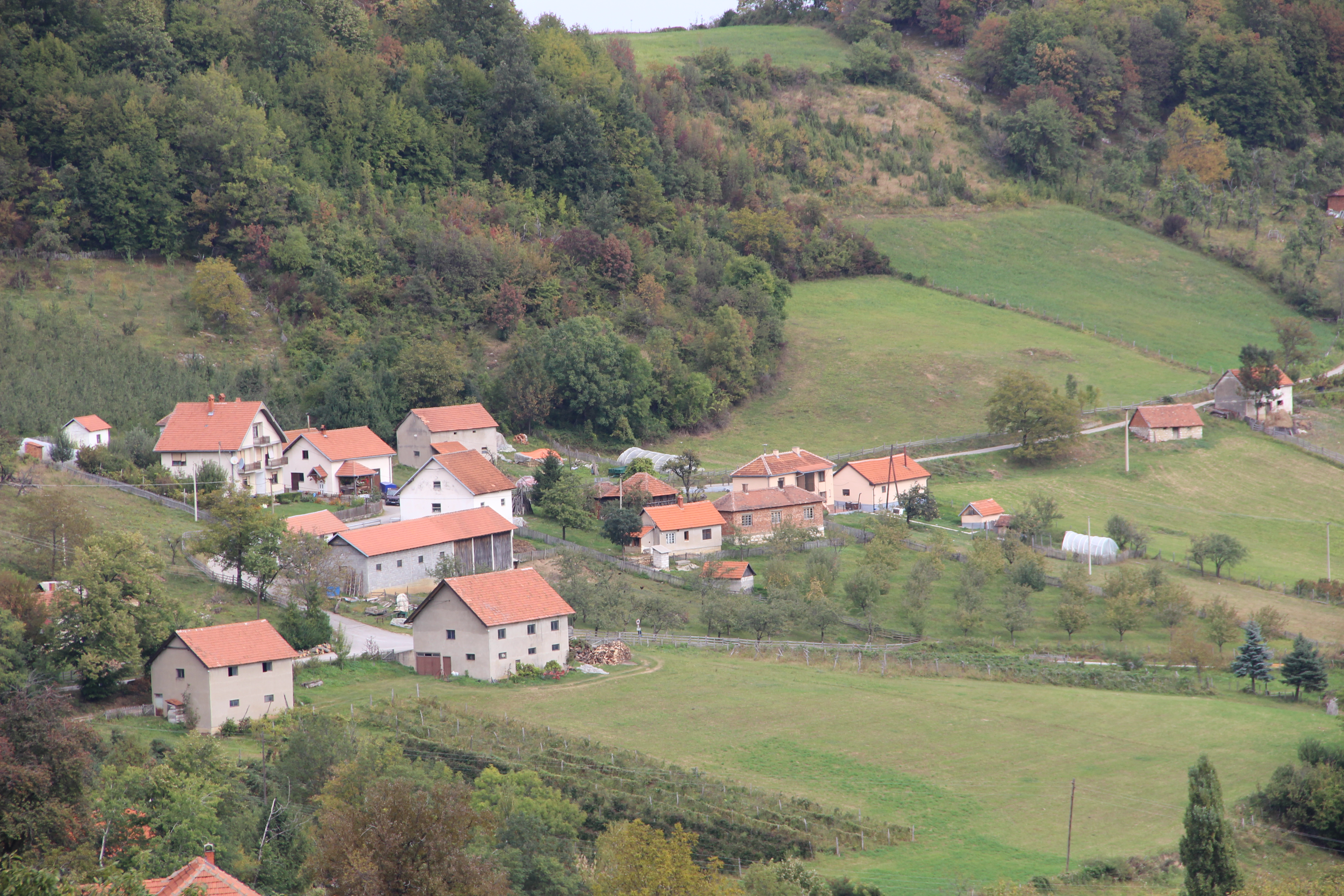
Suvodanje - panorama